# Brazabrantes
Brazabrantes este un oraș în Goiás (GO), Brazilia.